# Bulbophyllum dentiferum
Bulbophyllum dentiferum là một loài phong lan thuộc chi Bulbophyllum.